# Stefan Wesołowski (muzyk)
Stefan Wesołowski (ur. 11 marca 1985 w Gdyni) – polski kompozytor, skrzypek i producent muzyczny, absolwent Académie Musicale de Villecroze we Francji. Związany z amerykańską wytwórnią płytową Important Records, francuską Ici D’ailleurs i brytyjskim publisherem Mute Song. Twórca muzyki do spektakli teatralnych, filmów i instalacji artystycznych. Jego album „Rite of the End” został uznany Najlepszym Polskim Albumem 2017 roku w plebiscycie Gazety Wyborczej. W 2018 roku był nominowany do Paszportu „Polityki” w kategorii Muzyka Popularna.

## Życiorys
Od 16 roku życia pisał pieśni dla dominikanów. W 2006 na zamówienie zakonu powstał utwór Kompleta, łączący tekst liturgii godzin z melizmatycznymi głosami, kwartetem smyczkowym i elektroniką. Do realizacji warstwy elektronicznej Wesołowski zaprosił Michała Jacaszka, z którym potem ściśle współpracował przez kilka lat. W 2008 artyści nagrali razem album Treny. Kilka miesięcy później na płycie ukazała się także Kompleta zrealizowana ze środków Narodowego Centrum Kultury. W 2015 album doczekał się reedycji nakładem francuskiego wydawnictwa Ici D'ailleurs.
W 2013 nakładem amerykańskiej wytwórni Important records ukazał się drugi autorski album artysty – Liebestod. Polska część nakładu ukazała się jesienią, a jego premiera miała miejsce podczas festiwalu Unsound w Krakowie. Światowa część nakładu ukazała się w kwietniu 2014.
W 2015 Stefan Wesołowski podpisał kontrakt wydawniczy z brytyjską agencją Mute Song Ltd, reprezentującą takich artystów jak Nick Cave, Swans, Underworld, Jóhann Jóhannsson, Max Richter, Ben Frost i wielu innych. Na przełomie lat 2015/2016 pracował w duecie z Piotrem Kalińskim nad przedsięwzięciem „Nanook of the North”.
Jest autorem ścieżki dźwiękowej nominowanego do nagród BAFTA filmu Listen to Me Marlon w reżyserii Stevana Rileya.

## Nagrody
- Nagroda Miasta Gdańska dla Młodych Twórców w Dziedzinie Kultury (2007)[6]

## Dyskografia

### Albumy autorskie
- 2008: Kompleta
- 2013: Liebestod
- 2017: Rite Of The End

### Współpraca
- 2008: Jacaszek Treny
- 2011: Wesołowski/Kaliski 281011

### Kompilacje
- 2010: V/A Few Quiet People Promo Sampler, FQP, utwór Shipyard
- 2012: V/A Scary Playgrounds, FQP, utwór Hoarfrost
- 2013: V/A Nowe Idzie Od Morza, utwór Frame
- 2014: V/A PL2UA, utwór Dolor